# Арденбург, Виллемин
Виллемин Арденбург (нидерл. Willemien Aardenburg, 30 августа 1966, Ларен, Нидерланды) — нидерландская хоккеистка (хоккей на траве), защитник и полузащитник. Бронзовый призёр летних Олимпийских игр 1988 года.

## Биография
Виллемин Арденбург родилась 30 августа 1966 года в нидерландском городе Ларен.
Играла в хоккей на траве за «Ларен» и «Амстердамсе».
В 1988 году вошла в состав женской сборной Нидерландов по хоккею на траве на летних Олимпийских играх в Сеуле и завоевала бронзовую медаль. Играла в поле, провела 2 матча, мячей не забивала.

Завершила игровую карьеру в 22-летнем возрасте, решив сменить сферу деятельности.
«В то время я была влюблена в того, кто не играл в хоккей. Он сказал: «Ты ведь не собираешься бегать между четырьмя линиями половину своей молодости?» — рассказала Арденбург в интервью в 2020 году.
В течение карьеры провела за сборную Нидерландов 5 матчей, мячей не забивала.
Работала юристом. К ноябрю 2020 года работает старшим судьёй в суде Харлема.